# 動産及び債権の譲渡の対抗要件に関する民法の特例等に関する法律
動産及び債権の譲渡の対抗要件に関する民法の特例等に関する法律（どうさんおよびさいけんのじょうとのたいこうようけんにかんするみんぽうのとくれいとうにかんするほうりつ、平成10年6月12日法律第104号）は、法人がする動産の譲渡および債権の譲渡について、民法の対抗要件の特例に関する法律で、民法に対する特別法である。
この法律が当初「債権譲渡の対抗要件に関する民法の特例等に関する法律」として1998年（平成10年）10月1日に施行されたときは債権譲渡登記制度だけであったが、2004年の改正（平成16年法律第148号）で、平成17年10月3日より法律の題名が現行のものに改題され、債権譲渡登記制度だけでなく動産譲渡登記制度が開始された。
法令番号は平成10年法律第104号、1998年（平成10年）6月12日に公布された。
現在、債権譲渡登記と動産譲渡登記を取り扱う登記所は東京法務局であるが、電子証明書を取得できれば電子申請することが可能である。

## 概要
債権譲渡登記も、動産譲渡登記も法人に限定されている。当初、債権譲渡登記を開始する時に、商業登記簿に債権譲渡登記の概要を登記することで開始されたが、商業登記簿は誰でも申請すれば登記事項証明書が取れるので、商業登記簿に債権譲渡登記がされると、登記されただけで、信用不安が流布されることとなり、債権譲渡登記を受け入れる企業は多くなかった。これは、担保のひとつの形態であることを示すため、信用保証協会が売掛債権譲渡登記を利用した保証制度を導入するなどの取り組みもあったが、平成17年7月26日改正（平成17年10月1日施行）で、商業登記簿への登記がなくなり、指定法務局等（東京法務局）に債権譲渡登記ファイル、動産譲渡登記ファイルに登記することになった。これにより、商業登記簿の証明書を取るときには、債権譲渡登記・動産譲渡登記がされていることが表に出ないこととなった。
債権譲渡登記・動産譲渡登記の明細が記録されている「登記事項証明書」の交付申請は、譲渡人・譲受人等の限定された者にしか認められていないが、「登記事項概要証明書」、又は「登記事項概要証明書（ないことの証明）」の交付申請（東京法務局等）は、誰でも可能である。また、本店所在地法務局等においては、誰でも「概要記録事項証明書」の交付申請が可能である。
債権譲渡登記をすることによって譲受人が債権譲渡を対抗できるのは、あくまでも第三者に対してであって（同法第4条第1項）、債務者に対し譲受人が自分が新たな債権者であることを対抗するには、債権譲渡があったことと債権譲渡登記がされたことについて、登記事項証明書を交付して通知するか、又は債務者が承諾しなければならない。この通知は、譲渡人だけでなく、譲受人もすることができる（同条第2項）。
例えば、A金融会社（法人）の有する、Bを債務者とする20万円の貸金債権がCに譲渡された場合、CがBに自分が債権者であるから自分に弁済せよと主張するには、Aと共に債権譲渡登記を具備するだけでは駄目で、Aから、自分が債権を譲り受けたことをBに対して通知してもらわなければならない。それゆえ、Bが通知を受け取る前に、BがAに債権を弁済してしまった場合には、AB間のみならず、BC間でもBの弁済は有効であり、CはBに20万円を自分に弁済するよう請求することは出来ない。
債権譲渡登記によって対抗可能な者から債務者が除外されたのは、ひとえに債務者の保護のためである。上の例で、例えばAからCに譲渡されたのと同じBに対する債権を譲り受けようとするDがいたとして、Dのような者はこれから債権を譲り受けようというわけであるから、Bに対する当該20万円の貸金債権について債権譲渡登記が具備されていないかを調査してから債権を譲り受けようとするだろう。このため債権譲渡登記によって、譲受人は第三者に譲渡の事実を対抗できるとしても何ら不合理なところはない。しかし、債務者は、履行期が到来した後は直ちに弁済しなければ、履行遅滞によって利息債務が増加するなどの不利益を負担することになるから、債務者に対して登記を確認してから弁済せよなどという悠長なことを言うわけにはいかない。また、債務者は消費者金融における個人債務者など、債権譲渡登記制度について知らない者が数多く含まれるであろうから、これらの者に、債権譲渡人（もともとの債権者）からの通知もないのに、ある日、突然、見知らぬ者が債権を譲り受けたので弁済せよ、しなければ遅延利息を支払えと命じることは、あまりに酷である。それゆえ、法は、債権譲渡登記だけでは債務者に対して債権譲渡を対抗できず、対抗するためには、債務者に登記事項証明書を交付して債権譲渡通知をするか、債務者の承諾を得ることを対抗要件としたのである（同法第4条第2項）。

## 主要条文
- 第3条（動産の譲渡の対抗要件の特例等）
  1. 法人が動産（当該動産につき貨物引換証、預証券及び質入証券、倉荷証券又は船荷証券が作成されているものを除く。以下同じ。）を譲渡した場合において、当該動産の譲渡につき動産譲渡登記ファイルに譲渡の登記がされたときは、当該動産について、民法第178条の引渡しがあったものとみなす。
  2. 代理人によって占有されている動産の譲渡につき前項に規定する登記（以下「動産譲渡登記」という。）がされ、その譲受人として登記されている者が当該代理人に対して当該動産の引渡しを請求した場合において、当該代理人が本人に対して当該請求につき異議があれば相当の期間内にこれを述べるべき旨を遅滞なく催告し、本人がその期間内に異議を述べなかったときは、当該代理人は、その譲受人として登記されている者に当該動産を引き渡し、それによって本人に損害が生じたときであっても、その賠償の責任を負わない。
- 第4条（債権の譲渡の対抗要件の特例等）
  1. 法人が債権（指名債権であって金銭の支払を目的とするものに限る。以下同じ。）を譲渡した場合において、当該債権の譲渡につき債権譲渡登記ファイルに譲渡の登記がされたときは、当該債権の債務者以外の第三者については、民法第467条の規定による確定日付のある証書による通知があったものとみなす。この場合においては、当該登記の日付をもって確定日付とする。
  2. 前項に規定する登記（以下「債権譲渡登記」という。）がされた場合において、当該債権の譲渡及びその譲渡につき債権譲渡登記がされたことについて、譲渡人若しくは譲受人が当該債権の債務者に第11条第2項に規定する登記事項証明書を交付して通知をし、又は当該債務者が承諾をしたときは、当該債務者についても、前項と同様とする。
  3. 前項の場合においては、民法第468条第2項の規定は、前項に規定する通知がされたときに限り適用する。この場合においては、当該債権の債務者は、同項に規定する通知を受けるまでに譲渡人に対して生じた事由を譲受人に対抗することができる。